# Panzerbrigade 101
De Duitse Panzerbrigade 101 was een Duitse Panzerbrigade van de Wehrmacht tijdens de Tweede Wereldoorlog. In de eerste oprichting lag de brigade in Frankrijk. In de tweede oprichting kwam de brigade in actie aan het Oostfront tussen augustus en oktober 1944. 

## Krijgsgeschiedenis

### Oprichting 1
Panzerbrigade 101 werd opgericht op 5 juli 1941 in Frankrijk (gebied Parijs-Pointoise/Mailly-le-Camp) uit “Stab für Aufstellung von Beute-Panzerkampfwagen-Verbänden“.

### Inzet 1
De Panzerbrigade werd uitgerust met buitgemaakte Franse tanks.
Op 21 september 1941 werd de staf van de brigade gebruikt om de staf van de 23e Panzerdivisie te vormen. De beide Regiment werden op dezelfde dag aan Panzerbrigade 100 afgegeven.

### Oprichting 2
Panzerbrigade 101 werd opnieuw opgericht op 21 juli 1944 in Wehrkreis I op de Oefenterreinen Mielau en Arys in Oost-Pruisen uit o.a. resten van de verslagen 18e en 25e Panzergrenadierdivisies.

### Inzet 2
Nog vóór de oprichting compleet was, werd de brigade al per trein naar Letland verplaatst, naar Tukums. Hier werd de brigade, samen met SS Panzerbrigade Gross, deel van het ad-hoc Panzerverband Strachwitz onder bevel van Generaal-majoor Hyacinth Graf Strachwitz von Groß-Zauche und Camminetz. Hier werd deelgenomen aan Operatie Doppelkopf, dat opgezet was om de verbinding tussen de Heeresgruppe Nord en Heeresgruppe Mitte te herstellen. Vervolgens werd de brigade naar Estland verplaatst. Hier werd de brigade toegewezen aan het 1e Legerkorps bij het 16e Leger. Op 24 augustus verving Oberst von Lauchert General Strachwitz, waarna deze “divisie” vanaf dat moment Panzerverband Lauchert genoemd. De brigade vocht hier onder andere rond Tartu ten westen van het Peipusmeer. Na de gevechten in Estland volgde eind september een terugtrekking door Litouwen naar het gebied rond Tilsit in Oost-Pruisen. In oktober 1944 nam de brigade deel aan de Goldap-Gumbinnen Operatie. Hier werd samen met de 5e Panzerdivisie tegenaanvallen uitgevoerd op de Sovjet troepen die hier offensief geworden waren. Eind oktober/begin november vormde de brigade een reserve voor Heeresgruppe Mitte.

### Einde
Panzerbrigade 101 werd medio november 1944 opgeheven op Oefenterrein Arys in Oost-Pruisen. De eenheden onder bevel werden gebruikt voor de heroprichting van de 20e Panzerdivisie. De Brigadestaf vormde Staf/Pz.Rgt. 21, de Pz.Abt. werd II/Pz.Rgt. 21 en het Pz.Gren.Btl. een Jagd-Kdo. van de 20e Panzerdivisie.

### Slagorde
1941
- Panzerregiment 203
- Panzerregiment 204

1944
- Panzerabteilung 2101 met 4 compagnieën (3 Panther tank compagnieën (36 stuks), 1 Jagdpanzer IV compagnie (11 stuks))
- Panzergrenadierbataljon 2101 met 3 compagnieën
- Brigade-eenheden met nummer 2101

## Commandanten
| Rang           | Naam                 | Begin             | Eind              |
| -------------- | -------------------- | ----------------- | ----------------- |
| Oberst         | Botho Henning Elster | 5 juli 1941       | 21 september 1941 |
|                |                      |                   |                   |
| Oberst         | Meinrad von Lauchert | 21 juli 1944      | 24 augustus 1944  |
| Oberst         | Richard Schmidthagen | 24 augustus 1944  | augustus 1944     |
| Oberstleutnant | Guido von Wartenburg | augustus 1944     | 23 september 1944 |
| Major          | Eberhard Zahn        | 23 september 1944 | 1 november 1944   |